# Roche plutonique

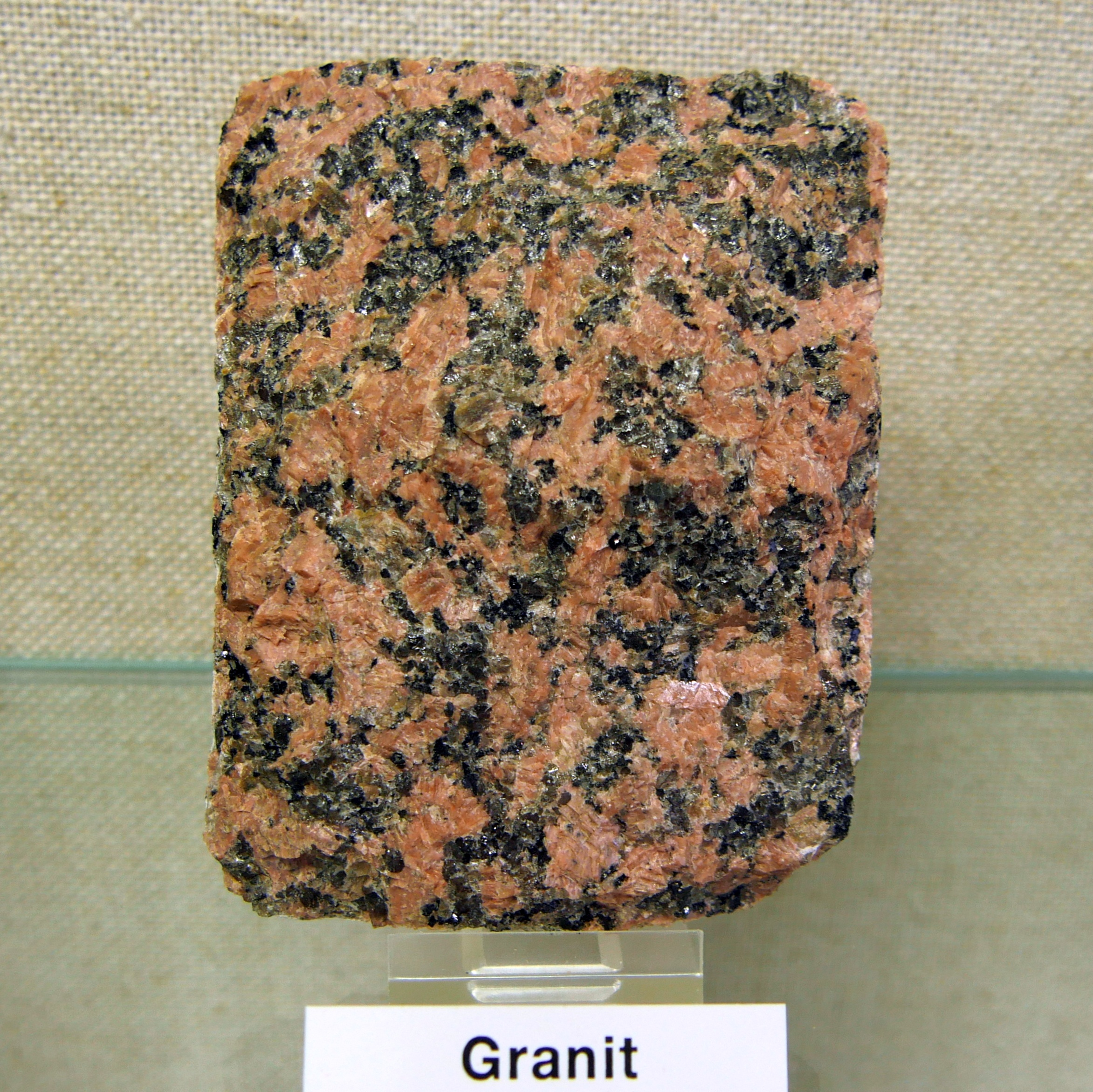
Échantillon de granite.

Les roches plutoniques sont des roches magmatiques grenues, en général de grande extension géographique (formant un pluton). On les rencontre dans les massifs montagneux, jeunes (Alpes, Himalaya, Andes) ou vieux (Massif armoricain, Massif central, Appalaches).
Les roches plutoniques se forment par refroidissement lent d'un magma. C'est la lenteur du refroidissement (typiquement, plusieurs dizaines de milliers d'années) qui permet la formation de gros cristaux (au minimum, visibles à l'œil nu). Elle est due à la grande profondeur de mise en place du pluton. Les roches plutoniques affleurent ensuite grâce à l'érosion qui cisèle les montagnes et retire les couches de terrain sous lesquelles le pluton s'était installé.
Les roches filoniennes (aplites, pegmatites), formées en périphérie des plutons, sont parfois classées parmi les roches plutoniques. Mais elles sont plutôt considérées comme un groupe intermédiaire entre les roches plutoniques et les roches volcaniques.

## Classification
Une des roches plutoniques couramment rencontrées est le granite. Cependant, il existe un large éventail de roches plutoniques, variant par leur composition minéralogique et chimique.

### Classifications chimiques
Les classifications chimiques en usage pour les roches magmatiques en général, s'appliquent en particulier aux roches plutoniques : une roche magmatique est classée comme acide, intermédiaire, basique ou ultrabasique en fonction de sa teneur en silice SiO2.

### Classification visuelle
La taille des cristaux des roches plutoniques permettant de les appréhender à l'œil nu ou à la loupe, les roches plutoniques sont préférentiellement classées en fonction des proportions de leurs différents minéraux. Les grands groupes de roches plutoniques sont déterminés par la proportion de minéraux clairs (quartz, feldspaths et feldspathoïdes) et de minéraux foncés (ferromagnésiens : olivine et pyroxènes) :
- 0 - 12,5 % de minéraux ferromagnésiens : roches hololeucocrates, quasiment blanches ;
- 12,5 - 37,5 % : roches leucocrates ; elles comportent notamment :
  - les granites,
  - les granodiorites,
  - les diorites quartziques,
  - les syénites,
  - les diorites,
  - les syénites néphéliniques ;
- 37,5 - 62,5 % : roches mésocrates ; elles comportent notamment :
  - les gabbros ;
- 62,5 - 87,5 % : roches mélanocrates ; elles comportent notamment :
  - les métagabbros ;
- 87,5 - 100 % : roches holomélanocrates, quasiment noires ; elles comportent notamment :
  - les péridotites,
  - les pyroxénites.

### Classification minéralogique
Une classification minéralogique plus précise que la précédente est basée sur les proportions (en volume, généralement) des trois principaux minéraux ou groupes de minéraux (normées à 100 %, c.-à-d. en ignorant les éventuels autres minéraux).
- Pour les roches comportant moins de 90 % de minéraux ferromagnésiens on se base sur les proportions des minéraux feldspath alcalin, plagioclase et, soit quartz, soit feldspathoïdes (sachant que quartz et feldspathoïdes sont incompatibles, c.-à-d. ne sont pas présents simultanément). C'est la classification de Streckeisen (1974), recommandée par l'Union internationale des sciences géologiques.

Classification simplifiée. En bleu, les domaines de roches courantes.

Diagramme des roches ultramafiques (c.-à-d., comportant plus de 90 % de minéraux ferromagnésiens).

- Pour les roches comportant plus de 90 % de minéraux ferromagnésiens, dites ultramafiques, on se base sur les proportions des minéraux olivine, orthopyroxène et clinopyroxène.

Roches plutoniques à quartz

Roches plutoniques à feldspathoïdes

## Galerie

Roches plutoniques
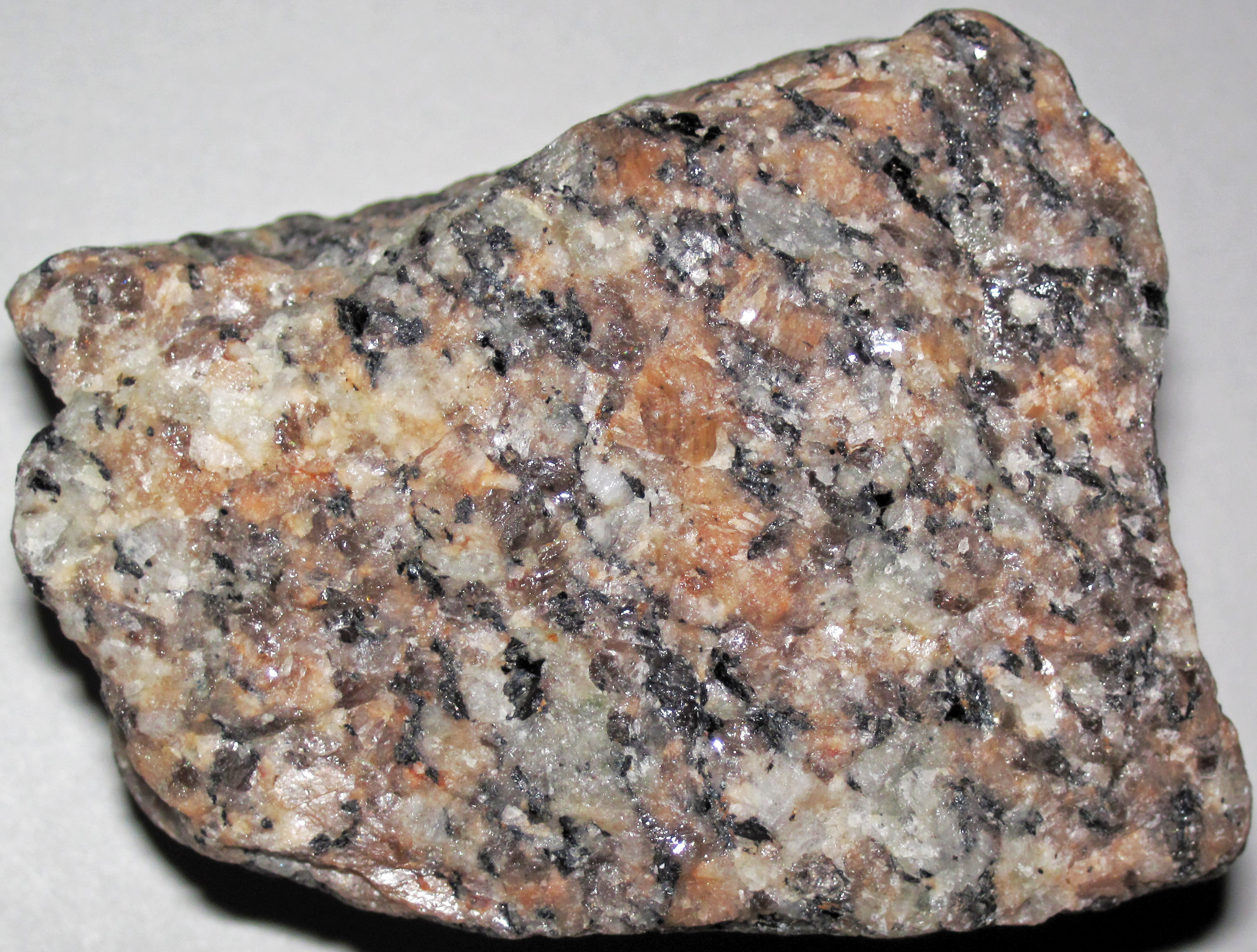
granite
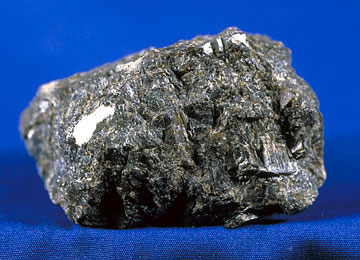
gabbro
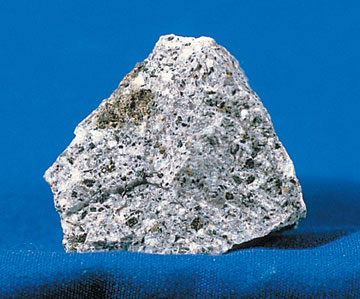
syénite
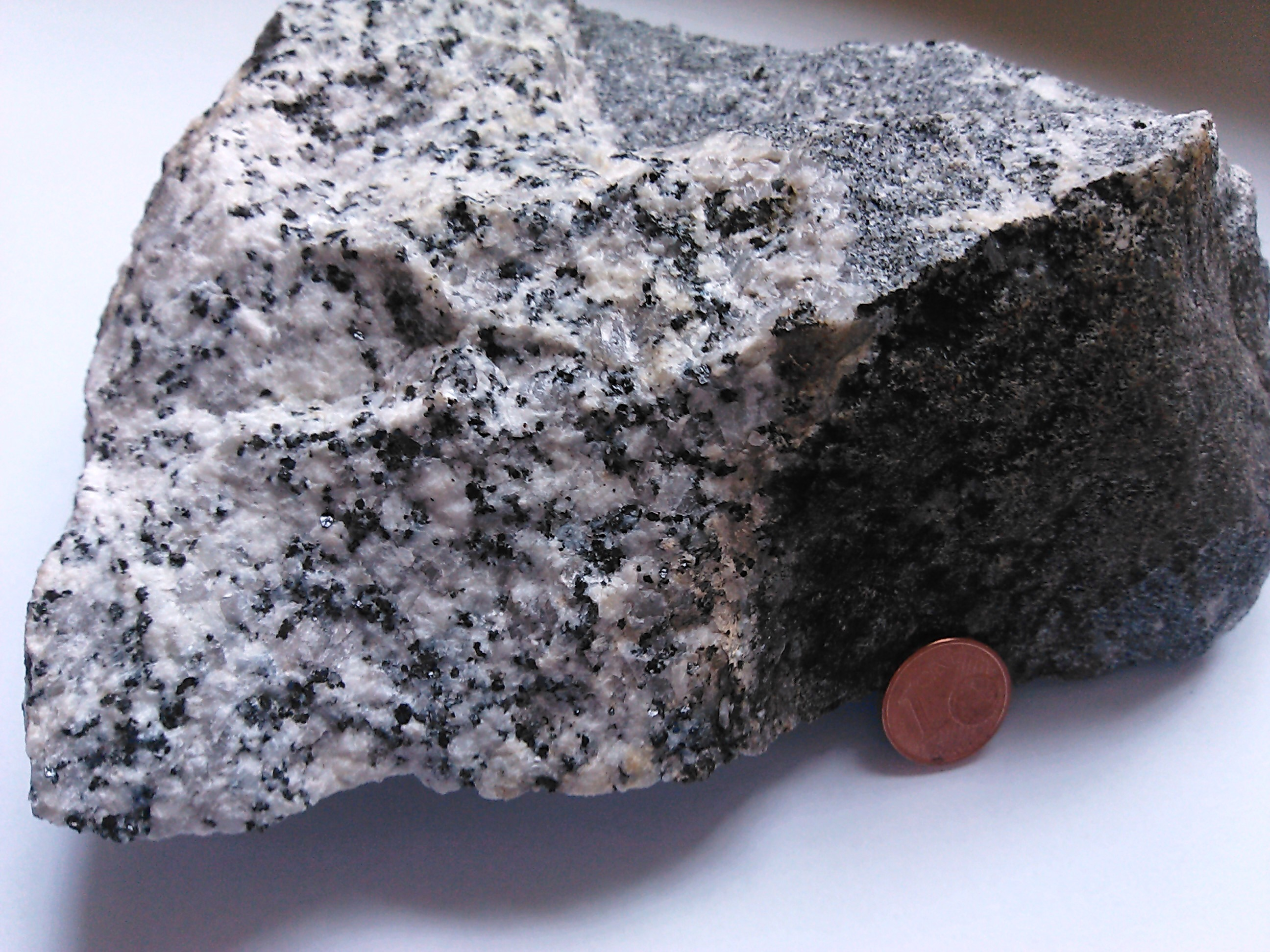
granodiorite
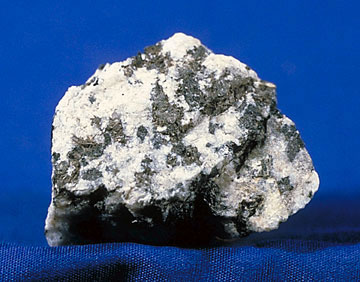
diorite